# Équipe cycliste Bolivia
L'équipe cycliste Bolivia est une équipe cycliste bolivienne, active en 2017 avec un statut d'équipe continentale. Durant sa seule année d'existence, elle est dirigée par l'ancien coureur espagnol Laudelino Cubino. La formation a aussi une équipe amateur et une équipe féminine.

## Histoire de l'équipe
L'équipe est lancée en janvier 2017.
En mai 2017, l'équipe ne paie plus ses coureurs. En juin 2017, l'équipe est dissoute.

## Matériel
Les cyclistes ont à leur disposition des vélos Ridley, munis de roues Rothar et des vêtements de la marque Amura. Les casques, lunettes et chaussures fournis sont des Catlike. Les véhicules de la formation sont fournis par le concessionnaire Ford de Tarancón.

## Bolivia en 2017[5]

### Effectif
| Cycliste             | Date de naissance | Nationalité | Équipe 2016                    |  |
| -------------------- | ----------------- | ----------- | ------------------------------ |  |
| Carlos Amurrio       | 21 octobre 1993   | Bolivie     |                                |  |
| Marvin Angarita      | 11 avril 1989     | Colombie    |                                |  |
| Javier Arando        | 24 février 1994   | Bolivie     | Ese-Tarija                     |  |
| Julián Barrientos    | 12 mars 1994      | Argentine   | Infisport-ArabaEus             |  |
| Piter Campero        | 12 janvier 1991   | Bolivie     | Sed-Cochabamba                 |  |
| Jefferson Cepeda     | 2 mars 1996       | Équateur    | Ecuador                        |  |
| Egoitz García        | 31 mars 1986      | Espagne     | Al Marakeb                     |  |
| Freddy Gonzales      | 9 novembre 1994   | Bolivie     | Ese-Tarija                     |  |
| Pedro Gregori        | 19 août 1987      | Espagne     | Aluminios Cortizo-CC Padronés  |  |
| Carlos Antón Jiménez | 2 février 1992    | Espagne     | Rádio Popular-Boavista         |  |
| Iván Martínez        | 8 septembre 1985  | Espagne     | GSport-València Esports        |  |
| Nuno Meireles        | 13 août 1991      | Portugal    | LA Alumínios-Antarte           |  |
| Omar Mendoza         | 25 novembre 1989  | Colombie    | Movistar Team América          |  |
| Bacilio Ramos        | 25 août 1989      | Bolivie     | Ese-Tarija                     |  |
| Sergio Rodríguez     | 22 février 1992   | Espagne     | Caja Rural-Seguros RGA amateur |  |
| Gilver Zurita        | 30 décembre 1986  | Bolivie     | Pollito Rico                   |  |

### Victoires
| Date      | Course                            | Pays     | Classe | Vainqueur    |
| --------- | --------------------------------- | -------- | ------ | ------------ |
| 3/06/2017 | 2e étape du Tour de Cova da Beira | Portugal | 2.1    | Omar Mendoza |